# Elwood Bredell
Elwood « Woody » (Bailey) Bredell, né le 24 décembre 1902 à Indianapolis (Indiana), et mort le 26 février 1969 à Newport Beach (Californie), est un directeur de la photographie, photographe de plateau et acteur américain. Il était membre de l'ASC.

## Biographie
Elwood Bredell débute au cinéma comme acteur, dans cinq films muets sortis en 1917-1918, cette première expérience restant sans lendemain. Comme chef opérateur, il débute sur un film muet sorti en 1927. Puis il est photographe de plateau sur onze tournages, de 1931 à 1934 (C'est pour toujours d'Henry Hathaway est son dernier film à ce titre).
Après deux films (sortis en 1936) comme premier assistant opérateur puis cadreur, il exerce régulièrement comme directeur de la photographie entre 1937 et 1954 (année où il se retire, après soixante-quinze films américains à ce poste), principalement au sein d'Universal Pictures et de la Warner Bros. Son dernier film est Female Jungle (en) de Bruno VeSota, sorti en janvier 1955 (avec Jayne Mansfield). Il contribue notamment à des films fantastiques ou d'horreur produits par Universal, comme La Main de la momie de Christy Cabanne (1940, avec Dick Foran).
Parmi ses autres films notables, mentionnons le film noir Les Tueurs de Robert Siodmak (1946, avec Burt Lancaster et Ava Gardner), ainsi que le film d'aventures Les Aventures de Don Juan de Vincent Sherman (1948, avec Errol Flynn). Il collabore aussi à plusieurs films avec Deanna Durbin en vedette, tel La Sœur de son valet de Frank Borzage (1943).

## Filmographie

### Comme acteur (intégrale)
- 1917 : Le Gisement du Père Morgan (Southern Justice) de Lynn Reynolds
- 1917 : A Young Patriot de Louis Chaudet (court métrage)
- 1917 : Your Boy and Mine de Roy Clements (court métrage)
- 1917 : Up or Down? de Lynn Reynolds
- 1918 : The Magic Eye (en) de Rae Berger (en)

### Comme directeur de la photographie (sélection)
- 1937 : Westbound Limited de Ford Beebe
- 1937 : Behind the Mike de Sidney Salkow
- 1938 : Graine d'Apache (en) (Little Tough Guy) d'Harold Young
- 1938 : Secrets of a Nurse (en) d'Arthur Lubin
- 1938 : Swing, Sister, Swing (en) de Joseph Santley
- 1938 : Reckless Living (en) de Frank McDonald
- 1938 : Swing That Cheer de Harold D. Schuster
- 1939 : Call a Messenger (en) d'Arthur Lubin
- 1939 : The Spirit of Culver (en) de Joseph Santley
- 1939 : Code of the Streets (en) d'Harold Young
- 1939 : Ex-Champ (en) de Phil Rosen
- 1940 : La Main de la momie (The Mummy's Hand) de Christy Cabanne
- 1940 : Honeymoon deferred (en) de Lew Landers
- 1940 : Vendredi 13 (Black Friday) d'Arthur Lubin
- 1940 : La Fièvre du pétrole (Boom Town) de Jack Conway
- 1940 : You're not so Tough (en) de Joe May
- 1940 : La Femme invisible (The Invisible Woman) d'A. Edward Sutherland
- 1940 : L'Auberge des loufoques (en) (Argentine Nights) d'Albert S. Rogell
- 1941 : Fantômes en vadrouille (Hold that Ghost) d'Arthur Lubin
- 1941 : L'Île de l'épouvante (Horror Island) de George Waggner
- 1941 : L'Échappé de la chaise électrique (Man made Monster) de George Waggner
- 1941 : Hellzapoppin d'H.C. Potter
- 1941 : Au sud de Tahiti (South of Tahiti) de George Waggner
- 1941 : Mob Town (en) de William Nigh
- 1942 : Private Buckaroo d'Edward F. Cline
- 1942 : Le Spectre de Frankenstein (The Ghost of Frankenstein) d'Erle C. Kenton
- 1942 : Le Mystère de Marie Roget (The Mystery of Marie Roget) de Phil Rosen

- 1943 : Follow the Band (en) de Jean Yarbrough

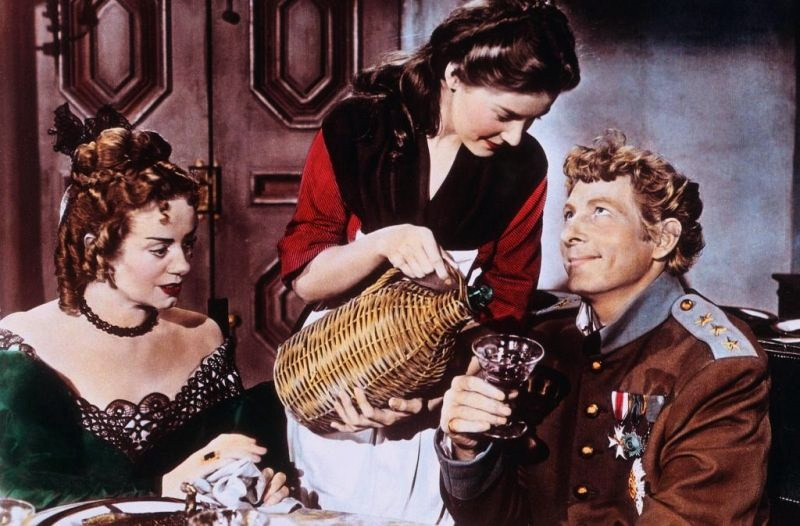
Prise de vue pour Vive monsieur le maire (1949) - de g. à d. : Elsa Lanchester, Barbara Bates et Danny Kaye -

- 1943 : The Amazing Mrs. Holliday de Bruce Manning
- 1943 : Liens éternels (Hers to Hold) de Frank Ryan
- 1943 : La Sœur de son valet (His Butler's Sister) de Frank Borzage
- 1944 : Vacances de Noël (Christmas Holiday) de Robert Siodmak
- 1944 : Les Mains qui tuent (Phantom Lady) de Robert Siodmak
- 1944 : Caravane d'amour (Can't Help Singing) de Frank Ryan
- 1945 : The Beautiful Cheat (en) de Charles Barton
- 1945 : Deanna mène l'enquête (Lady on a Train) de Charles David
- 1946 : Les Tueurs (The Killers) de Robert Siodmak
- 1946 : Tanger (Tangier), de George Waggner
- 1947 : Le crime était presque parfait (The Unsuspected) de Michael Curtiz
- 1948 : Les Aventures de Don Juan (The Adventures of Don Juan) de Vincent Sherman
- 1948 : Romance à Rio (Romance on the High Seas) de Michael Curtiz
- 1949 : Vive monsieur le maire (The Inspector General) d'Henry Koster
- 1951 : Journey into Light de Stuart Heisler
- 1955 : Female Jungle (en) de Bruno VeSota

### Autres fonctions (sélection)
- 1931 : The Secret Call de Stuart Walker (photographe de plateau)
- 1933 : Lady Lou (She done him Wrong) de Lowell Sherman (photographe de plateau)
- 1934 : C'est pour toujours (Now and Forever) d'Henry Hathaway (photographe de plateau)
- 1936 : Le Billet fatal (Two in a Crowd) d'Alfred E. Green (premier assistant opérateur)
- 1936 : Trois Jeunes Filles à la page (Three Smart Girls) d'Henry Koster (cadreur)